# 恭仁京東北道
恭仁京東北道（くにきょうとうほくどう）とは、恭仁京から紫香楽宮までをつないだ古代の官道である。続日本紀の「天平14年（742年）2月5日条」には、「この日始めて恭仁京東北道を開く。近江国甲賀郡に通す」という記述がある。「天平14年8月27日条」には、「紫香楽宮に行幸す。即日、車駕、紫香楽宮に至る」と記されて、聖武天皇が紫香楽宮に行幸したことがわかる。以後、2回目から4回目の紫香楽宮への行幸をへて、745年（天平17年）1月には紫香楽宮が都となる。しかし同年5月には、都が平城京に戻った。

## 恭仁京東北道のルート
ルートについては諸説あり定まっていない。
その中で以下の集落を通るルートが、恭仁京から紫香楽宮を結ぶ比較的勾配が少なく直線的なルートとして紹介されている。
口畑ー奥畑ー白栖ー前ー中ー原山ー湯船ー朝宮ー中野ー長野ー勅使ー宇田出ー久保出ー中牧ー黄瀬ー宮町